# Longinqua

Wappen Leos XIII.

Longinqua ist eine Enzyklika von Papst Leo XIII. Sie datiert vom 6. Januar 1895 und trägt den Untertitel Über die Katholiken in den Vereinigten Staaten. In ihr verurteilt er den „Amerikanismus“.

## Einwanderer in die USA
Bereits mit der Enzyklika Quam aerumnosa von 1888 wies der Papst auf die Problematik der italienischen Immigranten in Amerika hin. Das Hauptproblem für ihn war die Beibehaltung der Muttersprache in den katholischen Kirchen. Neben anderen Immigranten waren es vor allem deutschstämmige Katholiken: Sie forderten die Verwendung ihrer Heimatsprache im Gottesdienst und die Errichtung von Pfarrschulen und stellten sich damit in Gegensatz zur Mehrheit der irischen Katholiken. Deren liberale Hauptvertreter legten Gegnern das bezeichnende Wort in den Mund: „They learn English or go to hell“ („Sie sollen Englisch lernen oder zur Hölle fahren“).

## Amerikanismus und Liberalismus
Zunächst lobt Leo XIII. die große amerikanische Nation, welche mit ihrer Unabhängigkeitserklärung ihre guten Ziele dargelegt habe. Es sei dem Christentum zu verdanken, und hier nennt er den Amerikaentdecker Christoph Kolumbus, dass dieses große Land zivilisiert werden konnte. Es sei die katholische Kirche, welche dieser Nation in Washington eine große Universität errichtet habe, in der junge Menschen im wahren Glauben ausgebildet würden (vergleiche auch die Enzyklika Magni nobis gaudi, 7. März 1889, über die Katholische Universität von Amerika). Er hebt besondere Ereignisse hervor, bei denen die katholische Kirche erfolgreich mitwirkte.
Der Amerikanismus erschien dem Papst als eine nordamerikanische Variante des Liberalismus, den er in dieser Enzyklika verdammt. Amerikanismus war für ihn die Gefahr, dem katholischen Glauben einen liberalen Charakter aufzudrücken und ihm somit den Gehorsam zu Rom zu entziehen. Er sorgte sich nicht nur um die Missachtung der „evangelischen Räte“, sondern er sorgte sich um die Verwässerung der katholischen Lehre und bezeichnete die Entwicklung in den USA als Heuchelei.

## Ehe und Familie
Leo XIII. verteidigt die Unauflöslichkeit der Ehe, da das Band der Sicherheit nicht nur der Familie, sondern auch der Gesellschaft diene. Es sei ein bedeutendes Sakrament, welches nicht dem Liberalismus zum Opfer fallen dürfe. Er nimmt Bezug auf seine Enzyklika Arcanum divinae sapientia (1880) über die christliche Ehe und bemängelt die vielen Ehescheidungen, deren Grund in der Einrichtung von Eheverträgen liege. Diese Eheverträge verleiteten zur Untreue, sie verringerten die gegenseitige Zuneigung und seien für die Erziehung der Kinder schädlich.

## Soziale Sicherheit
Der Papst unterstreicht wiederum seine Forderungen aus der Enzyklika Rerum novarum, in der er nicht nur das Recht auf Arbeit, sondern auch die soziale  Absicherung der Arbeit einfordere. Er appelliert an die Arbeitgeber, ihrer sozialen Verantwortung nachzugehen und nicht nur an Gewinn und Expansion zu denken.